# Scratch! (ラジオ番組)
scratch!（スクラッチ）は、エフエム北海道（AIR-G'）で放送されていたラジオ番組。

## 概要
音楽コーナーでは、楽曲のキーワードを次の楽曲に繋げるスタイルで放送している。

## 出演者
- 森基誉則

## タイムテーブル
第一部
- 8:00 オープニング
- 8:16 天気予報
- 8:25 Traffic Information（道路交通情報）
- 8:55 第一部終了 次番組『道新ヘッドラインニュース』

第二部
- 9:00 放送再開
- 9:13 トト流 田舎便り
- 9:30 NEXCO東日本 ドライビング ナビゲーター あそびんぐ北海道
- 10:00 第二部終了 次番組『GENERADIO』（ゴリ（ガレッジセール））

第三部
- 11:00 放送再開
- 11:12 Traffic Information（道路交通情報）
- 11:39 Goo-d Car Life
- 11:55 第三部終了 次番組『AIR-G'ヘッドラインニュース』

第四部
- 12:00 放送再開・ラジオマガジン「週刊ゲートイン」
- 12:30 放送終了 次番組『SATURDAY FUN』（サンプラザ中野くん・木村愛里）

## 内包番組

### ラジオマガジン「週刊ゲートイン」
森基誉則が翌日の日曜日に開催される中央競馬のメインレースの予想を行い。その翌週には、結果発表を行う。また、競馬に関するイベントも開催する。

#### 放送時間
- 土曜日 12:00 - 12:20

## 過去の内包番組
- 「News scratch!」（2009年3月で終了）勝谷誠彦との共演。

## 特別番組
- 『scratch! special カーライフ大作戦! 〜冬の陣〜』（2010年11月3日、水曜日 11:30 - 14:55）